# Ołesia Powch
Ołesia Powch, ukr. Олеся Повх (ur. 18 października 1987 w Dniepropetrowsku) – ukraińska lekkoatletka specjalizująca się w biegach sprinterskich.
W 2010 na halowych mistrzostw świata dotarła do półfinału w biegu na 60 metrów. Podczas mistrzostw Europy w Barcelonie – latem tego samego roku – nie awansowała do finału biegu na 100 metrów oraz wraz z Nataliją Pohrebniak, Mariją Riemień i Jelizawetą Bryzhiną zdobyła złoty medal w biegu rozstawnym 4 × 100 metrów ustanawiając wynikiem 42,29 rekord Ukrainy. Halowa mistrzyni Europy w biegu na 60 metrów z 2011. Trzykrotna brązowa medalistka wojskowych igrzysk sportowych z Rio de Janeiro. Zdobyła brąz w sztafecie 4 × 100 m podczas Mistrzostw Świata 2011. W 2012 sięgnęła po srebro mistrzostw Europy w biegu na 100 m i brąz igrzysk olimpijskich w sztafecie 4 × 100 m, natomiast w 2017 była druga halowych Mistrzostwach Europy w Belgradzie, ale straciła ten srebrny medal w rezultacie pozytywnego wyniku testu antydopingowego. Stawała na podium mistrzostw swojego kraju oraz startowała w drużynowym czempionacie Starego Kontynentu.

## Osiągnięcia
| Rok  | Impreza                                 | Miejsce        | Konkurencja        | Lokata     | Wynik |
| ---- | --------------------------------------- | -------------- | ------------------ | ---------- | ----- |
| 2010 | Halowe mistrzostwa świata               | Doha           | bieg na 60 m       | półfinał   | 7,45  |
| 2010 | Superliga drużynowych mistrzostw Europy | Bergen         | bieg na 100 m      | 5. miejsce | 11,38 |
| 2010 | Superliga drużynowych mistrzostw Europy | Bergen         | sztafeta 4 × 100 m | 3. miejsce | 43,72 |
| 2010 | Mistrzostwa Europy                      | Barcelona      | bieg na 100 metrów | półfinał   | 11,33 |
| 2010 | Mistrzostwa Europy                      | Barcelona      | sztafeta 4 × 100 m | 1. miejsce | 42,29 |
| 2010 | Puchar interkontynentalny               | Split          | sztafeta 4 × 100 m | 2. miejsce | 43,77 |
| 2011 | Halowe mistrzostwa Europy               | Paryż          | bieg na 60 m       | 1. miejsce | 7,13  |
| 2011 | Superliga drużynowych mistrzostw Europy | Sztokholm      | bieg na 100 m      | 2. miejsce | 11,28 |
| 2011 | Superliga drużynowych mistrzostw Europy | Sztokholm      | sztafeta 4 × 100 m | 1. miejsce | 42,85 |
| 2011 | Światowe igrzyska wojskowych            | Rio de Janeiro | bieg na 100 m      | 3. miejsce | 11,49 |
| 2011 | Światowe igrzyska wojskowych            | Rio de Janeiro | bieg na 200 m      | 3. miejsce | 23,40 |
| 2011 | Światowe igrzyska wojskowych            | Rio de Janeiro | sztafeta 4 × 100 m | 3. miejsce | 45,00 |
| 2011 | Mistrzostwa świata                      | Daegu          | bieg na 100 m      | półfinał   | 11,48 |
| 2011 | Mistrzostwa świata                      | Daegu          | sztafeta 4 × 100 m | 3. miejsce | 42,51 |
| 2012 | Mistrzostwa Europy                      | Helsinki       | bieg na 100 m      | 2. miejsce | 11,32 |
| 2012 | Igrzyska olimpijskie                    | Londyn         | bieg na 100 m      | półfinał   | 11,30 |
| 2012 | Igrzyska olimpijskie                    | Londyn         | sztafeta 4 × 100 m | 3. miejsce | 42,04 |
| 2013 | Superliga drużynowych mistrzostw Europy | Gateshead      | bieg na 100 m      | 1. miejsce | 11,51 |
| 2013 | Superliga drużynowych mistrzostw Europy | Gateshead      | sztafeta 4 × 100 m | 1. miejsce | 42,62 |
| 2013 | Uniwersjada                             | Kazań          | sztafeta 4 × 100 m | 1. miejsce | 42,77 |
| 2013 | Mistrzostwa świata                      | Moskwa         | bieg na 100 m      | półfinał   | 11,43 |
| 2013 | Mistrzostwa świata                      | Moskwa         | sztafeta 4 × 100 m | eliminacje | DSQ   |
| 2014 | Mistrzostwa Europy                      | Zurych         | bieg na 100 m      | półfinał   | 11,42 |
| 2014 | Mistrzostwa Europy                      | Zurych         | sztafeta 4 × 100 m | 5. miejsce | 43,58 |
| 2015 | Halowe mistrzostwa Europy               | Praga          | bieg na 60 m       | 6. miejsce | 7,11  |
| 2015 | Mistrzostwa świata                      | Pekin          | bieg na 100 m      | eliminacje | 11,40 |
| 2015 | Mistrzostwa świata                      | Pekin          | sztafeta 4 × 100 m | eliminacje | 43,59 |
| 2016 | Halowe mistrzostwa świata               | Portland       | bieg na 60 m       | półfinał   | 7,27  |
| 2016 | Mistrzostwa Europy                      | Amsterdam      | bieg na 100 m      | półfinał   | 11,35 |
| 2016 | Mistrzostwa Europy                      | Amsterdam      | sztafeta 4 × 100 m | 4. miejsce | 42,87 |
| 2016 | Igrzyska olimpijskie                    | Rio de Janeiro | bieg na 100 m      | półfinał   | 11,29 |
| 2016 | Igrzyska olimpijskie                    | Rio de Janeiro | sztafeta 4 × 100 m | 6. miejsce | 42,36 |
| 2017 | Halowe mistrzostwa Europy               | Belgrad        | bieg na 60 m       | DSQ        | 7,10  |
| 2017 | Superliga drużynowych mistrzostw Europy | Lille          | bieg na 100 m      | –          | DQ    |
| 2017 | Superliga drużynowych mistrzostw Europy | Lille          | sztafeta 4 × 100 m | 3. miejsce | 43,09 |

## Rekordy życiowe
- bieg na 60 metrów – 7,10 (5 marca 2017, Belgrad)
- bieg na 100 metrów – 11,08 (4 czerwca 2012, Jałta)
- bieg na 200 metrów – 22,58 (31 maja 2011, Jałta)